# دیوید نافلر
دیوید نافلر (انگلیسی: David Knopfler؛ زادهٔ ۲۷ دسامبر ۱۹۵۲) نوازنده چند ساز، شاعر، تهیه‌کننده موسیقی، خواننده-ترانه‌پرداز اهل بریتانیا است. وی از سال ۱۹۷۷ میلادی تاکنون مشغول فعالیت بوده‌است. او برادر مارک نافلر است.